# Prednatjecanje za prvenstvo Jugoslavije u nogometu 1931./32.
Prednatjecanje za prvenstvo Jugoslavije u nogometu 1931./32. bilo je šesto po redu izlučno natjecanje za završnicu državnog prvenstva koju je organizirao Jugoslavenski nogometni savez. Prednatjecanje je odigrano od 8. svibnja 1932. godine do 4. rujna 1932. godine. 

## Natjecateljski sustav
Plasirane momčadi iz podsaveznih prvenstava u prednatjecanju su bile podijeljene u četiri skupine. U završnicu državnog prvenstva, nakon odigravanja utakmica po dvokružnom natjecateljskom sustavu, plasirale su se po dvije najbolje momčadi iz svake skupine.
| Podsavez         | Prvenstvo | Klub                     | Mjesto           | Prednatjecanje prvenstva JNS-a |
| ---------------- | --------- | ------------------------ | ---------------- | ------------------------------ |
| Zagrebački       | 1931./32. | HAŠK (Zagreb)            | prvak            | 2. skupina                     |
| Zagrebački       | 1931./32. | Građanski (Zagreb)       | 2. mjesto        | 1. skupina                     |
| Zagrebački       | 1931./32. | Concordia (Zagreb)       | 3. mjesto        | 2. skupina                     |
| Zagrebački       | 1931./32. | Viktorija (Zagreb)       | 4. mjesto        | 1. skupina – doigravanje       |
| Zagrebački       | 1931./32. | Segesta (Sisak)          | prvak provincije | 1. skupina – doigravanje       |
| Splitski         | 1932.     | Hajduk (Split)           | prvak            | 2. skupina                     |
| Beogradski       | 1931./32. | Jugoslavija (Beograd)    | prvak            | 3. skupina                     |
| Beogradski       | 1931./32. | BSK (Beograd)            | 2. mjesto        | 3. skupina                     |
| Beogradski       | 1931./32. | BASK (Beograd)           | 3. mjesto        | 4. skupina – doigravanje       |
| Beogradski       | 1931./32. | Šparta (Zemun)           | prvak provincije | 4. skupina – doigravanje       |
| Ljubljanski      | 1931./32. | Ilirija (Ljubljana)      | prvak            | 1. skupina                     |
| Ljubljanski      | 1931./32. | Primorje (Ljubljana)     | 2. mjesto        | 1. skupina                     |
| Ljubljanski      | 1931./32. | 1. SSK Maribor (Maribor) | 3. mjesto        | 1. skupina                     |
| Subotički        | 1931./32. | Bačka (Subotica)         | prvak            | 4. skupina                     |
| Subotički        | 1931./32. | Slavija (Sombor)         | 2. mjesto        | 4. skupina                     |
| Sarajevski       | 1931./32. | Slavija (Sarajevo)       | prvak            | 3. skupina                     |
| Sarajevski       | 1931./32. | SAŠK (Sarajevo)          | 2. mjesto        | 3. skupina                     |
| Osječki          | 1931./32. | Slavija (Osijek)         | prvak            | 2. skupina                     |
| Osječki          | 1931./32. | Građanski (Osijek)       | 2. mjesto        | 2. skupina                     |
| Skopski          | 1931./32. | SSK (Skoplje)            | prvak            | 3. skupina                     |
| Skopski          | 1931./32. | Građanski (Skoplje)      | 2. mjesto        | 3. skupina – doigravanje       |
| Novosadski       | 1931./32. | Vojvodina (Novi Sad)     | prvak            | 4. skupina                     |
| Novosadski       | 1931./32. | Mačva (Šabac)            | 2. mjesto        | 4. skupina                     |
| Velikobečkerečki | 1931./32. | Obilić (Veliki Bečkerek) | prvak            | 4. skupina                     |
| Niški            | 1931./32. | Sinđelić (Niš)           | prvak            | 3. skupina – doigravanje       |

## Rezultati

### 1. skupina
Doigravanje za plasman u 1. skupinu
| Datum             | Mjesto | Momčadi                              | Rezultat |
| ----------------- | ------ | ------------------------------------ | -------- |
| 15. svibnja 1932. | Sisak  | Segesta (Sisak) – Viktorija (Zagreb) | 0:3      |
| 22. svibnja 1932. | Zagreb | Viktorija (Zagreb) – Segesta (Sisak) | 4:2      |

- U 1. skupinu plasirala se Viktorija

| Rezultatska križaljka | VIK | GRZ | SSK | PRI  | ILI |
| --------------------- | --- | --- | --- | ---- | --- |
| Viktorija (Zagreb)    | VIK | 2:2 | 2:1 | 4:0  | 3:2 |
| Građanski (Zagreb)    | 2:2 | GRZ | 5:2 | 10:0 | 4:0 |
| SSK Maribor (Maribor) | 1:2 | 3:0 | MAR | 2:0  | 3:0 |
| Primorje (Ljubljana)  | 0:2 | 3:3 | 1:2 | PRI  | 4:2 |
| Ilirija (Ljubljana)   | 1:2 | 0:4 | 2:3 | 2:2  | ILI |

26. 5. 1932. Ilirija – Građanski 0:4, Viktorija – SSK Maribor 2:1

26. 6. 1932. Primorje – Viktorija 0:2, SSK Maribor – Ilirija 3:0

10. 7. 1932. Primorje – Građanski 3:3, Viktorija – Ilirija 3:2

16. 7. 1932. Građanski – SSK Maribor 5:2

17. 7. 1932. Ilirija – Primorje 2:4

24. 7. 1932. Građanski – Ilirija 4:0, SSK Maribor – Viktorija 1:2

31. 7. 1932. Ilirija – SSK Maribor 2:3, Viktorija – Primorje 4:0

6. 8. 1932. Viktorija – Građanski 2:2

7. 8. 1932. SSK Maribor – Primorje 2:1

21. 8. 1932. Ilirija – Viktorija 1:2, Građanski – Primorje 10:0

28. 8. 1932. SSK Maribor – Građanski 3:0, Primorje – Ilirija 2:2

4. 9. 1932. Građanski – Viktorija 2:2, SSK Maribor – Primorje 2:0
| mj | naziv kluba           | uta | pob | neo | izg | pop | pri | bod |
| -- | --------------------- | --- | --- | --- | --- | --- | --- | --- |
| 1. | Viktorija (Zagreb)    | 8   | 6   | 2   | 0   | 19  | 9   | 14  |
| 2. | Građanski (Zagreb)    | 8   | 4   | 3   | 1   | 30  | 12  | 11  |
| 3. | SSK Maribor (Maribor) | 8   | 5   | 0   | 3   | 17  | 12  | 10  |
| 4. | Primorje (Ljubljana)  | 8   | 1   | 2   | 5   | 10  | 27  | 4   |
| 5. | Ilirija (Ljubljana)   | 8   | 0   | 1   | 7   | 9   | 25  | 1   |

U završnicu državnog prvenstva plasirali su se: Viktorija i Građanski

### 2. skupina
| Rezultatska križaljka | HAJ | CON | HAŠ | SLO | GRO  |
| --------------------- | --- | --- | --- | --- | ---- |
| Hajduk (Split)        | HAJ | 3:0 | 4:0 | 2:0 | 2:1  |
| Concordia (Zagreb)    | 2:0 | CON | 2:1 | 8:2 | 4:0  |
| HAŠK (Zagreb)         | 1:4 | 0:2 | HAŠ | 4:2 | 4:3  |
| Slavija (Osijek)      | 1:1 | 4:3 | 0:1 | SLO | 10:0 |
| Građanski (Osijek)    | 0:4 | 2:0 | 1:2 | 1:2 | GRO  |

22. 5. 1932. Građanski – Hajduk 0:4

26. 5. 1932. HAŠK – Slavija 4:2

12. 6. 1932. Građanski – Concordia 2:0, HAŠK – Hajduk 1:4

10. 7. 1932. HAŠK – Građanski 4:3, Slavija – Concordia 4:3

17. 7. 1932. Concordia – HAŠK 2:1, Slavija – Hajduk 1:1

24. 7. 1932. Hajduk – Građanski 2:1, Slavija – HAŠK 0:1

31. 7. 1932. Hajduk – HAŠK 4:0, Concordia – Građanski 4:0

7. 8. 1932. Concordia – Slavija 8:2, Građanski – HAŠK 1:2

21. 8. 1932. Slavija – Građanski 10:0, Hajduk – Concordia 3:0

28. 8. 1932. Concordia – HAŠK 2:0, Hajduk – Slavija 2:0

4. 9. 1932. Concordia – Hajduk 2:0, Slavija – Građanski 2:1
| mj | naziv kluba        | uta | pob | neo | izg | pop | pri | bod |
| -- | ------------------ | --- | --- | --- | --- | --- | --- | --- |
| 1. | HNK Hajduk (Split) | 8   | 6   | 1   | 1   | 20  | 5   | 13  |
| 2. | Concordia (Zagreb) | 8   | 5   | 0   | 3   | 21  | 12  | 10  |
| 3. | HAŠK (Zagreb)      | 8   | 4   | 0   | 4   | 13  | 18  | 8   |
| 4. | Slavija (Osijek)   | 8   | 3   | 1   | 4   | 21  | 20  | 7   |
| 5. | Građanski (Osijek) | 8   | 1   | 0   | 7   | 8   | 28  | 2   |

U završnicu državnog prvenstva plasirali su se: Hajduk i Concordia

### 3. skupina
Doigravanje za plasman u 3. skupinu
| Datum             | Mjesto  | Momčadi                              | Rezultat |
| ----------------- | ------- | ------------------------------------ | -------- |
| 8. svibnja 1932.  | Niš     | Sinđelić (Niš) – Građanski (Skoplje) | 0:0      |
| 15. svibnja 1932. | Skoplje | Građanski (Skoplje) – Sinđelić (Niš) | 2:1      |

- U 3. skupinu plasirao se Građanski (Skoplje)

| Rezultatska križaljka | JUG | BSK | SLS | SAŠ | SSK | GRS |
| --------------------- | --- | --- | --- | --- | --- | --- |
| Jugoslavija (Beograd) | JUG | 3:2 | 5:0 | 2:0 | 7:2 | 5:1 |
| BSK (Beograd)         | 2:1 | BSK | 2:1 | 6:0 | 6:1 | 2:0 |
| Slavija (Sarajevo)    | 4:4 | 2:2 | SLS | 3:0 | 5:2 | 5:0 |
| SAŠK (Sarajevo)       | 1:4 | 1:3 | 0:2 | SAŠ | 1:1 | 1:2 |
| SSK (Skoplje)         | 0:4 | 2:9 | 3:6 | 1:4 | SSK | 5:3 |
| Građanski (Skoplje)   | 1:6 | 2:2 | 1:2 | 0:2 | 0:1 | GRS |

22. 5. 1932. Jugoslavija – Građanski 5:1, SAŠK – BSK 1:3

29. 5. 1932. SSK – SAŠK 1:4, Slavija – Građanski 5:0

12. 6. 1932. Jugoslavija – BSK 3:2

19. 6. 1932. SSK – Građanski 1:0, SAŠK – Slavija 0:2

26. 6. 1932. SAŠK – SSK 1:1, Građanski – Slavija 1:2

10. 7. 1932. SAŠK – Jugoslavija 1:4, SSK – Slavija 3:6, BSK – Građanski 2:0

17. 7. 1932. BSK – Slavija 2:1, SSK – Jugoslavija 0:4

24. 7. 1932. BSK – SSK 6:1, Slavija – Jugoslavija 4:4, Građanski – SAŠK 0:2

31. 7. 1932. BSK – SAŠK 6:0, Građanski – Jugoslavija 1:6

7. 8. 1932. BSK – Jugoslavija 2:1, Slavija – SAŠK 3:0, SSK – Građanski 5:3

14. 8. 1932. Slavija – SSK 5:2, Građanski – BSK 2:2, Jugoslavija – SAŠK 2:0

21. 8. 1932. Slavija – BSK 2:2, Jugoslavija – SSK 7:2

28. 8. 1932. Jugoslavija – Slavija 5:0, SAŠK – Građanski 1:2, SSK – BSK 2:9
| mj | naziv kluba           | uta | pob | neo | izg | pop | pri | bod |
| -- | --------------------- | --- | --- | --- | --- | --- | --- | --- |
| 1. | Jugoslavija (Beograd) | 10  | 8   | 1   | 1   | 41  | 13  | 17  |
| 2. | BSK (Beograd)         | 10  | 7   | 2   | 1   | 36  | 13  | 16  |
| 3. | Slavija (Sarajevo)    | 10  | 6   | 2   | 2   | 30  | 19  | 14  |
| 4. | SAŠK (Sarajevo)       | 10  | 2   | 1   | 7   | 10  | 24  | 5   |
| 5. | SSK (Skoplje)         | 10  | 2   | 1   | 7   | 18  | 45  | 5   |
| 6. | Građanski (Skoplje)   | 10  | 1   | 1   | 8   | 10  | 31  | 3   |

U završnicu državnog prvenstva plasirali su se Jugoslavija i BSK.

### 4. skupina
Doigravanje za plasman u 4. skupinu
| Datum             | Mjesto  | Momčadi                         | Rezultat |
| ----------------- | ------- | ------------------------------- | -------- |
| 8. svibnja 1932.  | Beograd | BASK (Beograd) – Šparta (Zemun) | 6:0      |
| 15. svibnja 1932. | Zemun   | Šparta (Zemun) – BASK (Beograd) | 1:2      |

- U 4. skupinu plasirao se BASK.

| Rezultatska križaljka    | BAS | VOJ | BAČ | MAČ | SLA | OBI  |
| ------------------------ | --- | --- | --- | --- | --- | ---- |
| BASK (Beograd)           | BAS | 2:3 | 9:1 | 8:0 | 5:1 | 11:2 |
| Vojvodina (Novi Sad)     | 0:1 | VOJ | 3:1 | 1:1 | 2:0 | 4:1  |
| Bačka (Subotica)         | 2:1 | 3:0 | BAČ | 5:0 | 4:2 | 4:3  |
| Mačva (Šabac)            | 1:2 | 1:1 | 4:1 | MAČ | 2:2 | 5:0  |
| Slavija (Sombor)         | 2:5 | 1:3 | 1:4 | 1:1 | SLA | 4:3  |
| Obilić (Veliki Bečkerek) | 2:4 | 1:6 | 1:4 | 4:3 | 4:3 | OBI  |

22. 5. 1932. Bačka – BASK 2:1, Obilić – Mačva 4:3

29. 5. 1932. Mačva – Slavija 2:2

5. 6. 1932. Slavija – BASK 2:5, Obilić – Vojvodina 1:6, Mačva – Bačka 4:1

12. 6. 1932. Obilić – Bačka 3:4, Vojvodina – Slavija 2:0

26. 6. 1932. Vojvodina – Bačka 3:1, Slavija – Obilić 4:3

10. 7. 1932. Mačva – Obilić 5:0, Bačka – Slavija 4:2, BASK – Vojvodina 2:3

17. 7. 1932. Vojvodina – Mačva 1:1, Obilić – BASK 2:4

24. 7. 1932. Mačva – BASK 1:2, Bačka – Vojvodina 3:0, Obilić – Slavija 4:3

31. 7. 1932. BASK – Bačka 9:1, Slavija – Vojvodina 1:3)

7. 8. 1932. BASK – Slavija 5:1, Bačka – Mačva 5:0, Vojvodina – Obilić 4:1

14. 8. 1932. Slavija – Mačva 1:1, Bačka – Obilić 4:1, Vojvodina – BASK 0:1

21. 8. 1932. Mačva – Vojvodina 1:1, BASK – Obilić 11:2, Slavija – Bačka 1:4

28. 8. 1932. BASK – Mačva 8:0
| mj | naziv kluba              | uta | pob | neo | izg | pop | pri | bod |
| -- | ------------------------ | --- | --- | --- | --- | --- | --- | --- |
| 1. | BASK (Beograd)           | 10  | 8   | 0   | 2   | 48  | 14  | 16  |
| 2. | Vojvodina (Novi Sad)     | 10  | 6   | 2   | 2   | 23  | 12  | 14  |
| 3. | Bačka (Subotica)         | 10  | 7   | 0   | 3   | 29  | 24  | 14  |
| 4. | Mačva (Šabac)            | 10  | 2   | 4   | 4   | 18  | 25  | 8   |
| 5. | Slavija (Sombor)         | 10  | 1   | 2   | 7   | 17  | 33  | 4   |
| 6. | Obilić (Veliki Bečkerek) | 10  | 2   | 0   | 8   | 21  | 48  | 4   |

U završnicu državnog prvenstva plasirali su se BASK i Vojvodina.